# Моисеев, Виктор Михайлович
Виктор Михайлович Моисеев — советский хозяйственный, государственный и политический деятель, Герой Социалистического Труда.

## Биография
Родился в 1916 году в Дебальцеве. Член КПСС.
С 1935 года — на хозяйственной, общественной и политической работе. В 1935—1976 гг. — машинист угольного состава на шахте № 8 в городе Горловка Донецкой области Украинской ССР, военнослужащий Рабоче-Крестьянской Красной Армии, прифронтовой машинист во время Великой Отечественной войны, машинист-инструктор, заместитель начальника по эксплуатации паровозного депо Ожерелье Московско-Донбасской железной дороги, старший машинист тяжеловесных электровозов локомотивного депо Ожерелье Московско-Курско-Донбасской железной дороги, заместитель начальника депо по эксплуатации станции Угрешская.
Указом Президиума Верховного Совета СССР от 1 августа 1959 года присвоено звание Героя Социалистического Труда с вручением ордена Ленина и золотой медали «Серп и Молот».
Избирался депутатом Верховного Совета РСФСР 5-го созыва. Делегат XXII съезда КПСС.
Умер в Москве в 1979 году.